# Верхній Шудзялуд
Верхній Шудзялу́д (Дубасси; рос. Верхний Шудзялуд, Дубассы) — присілок в Дебьоському районі Удмуртії, Росія.

## Населення
Населення — 46 осіб (2010; 78 в 2002).
Національний склад станом на 2002 рік:
- удмурти — 100 %

## Урбаноніми[3]
- вулиці — Вершудзялудська, Центральна